# Harmothoe capensis
Harmothoe capensis är en ringmaskart som först beskrevs av Willey 1904.  Harmothoe capensis ingår i släktet Harmothoe och familjen Polynoidae. Inga underarter finns listade i Catalogue of Life.